# 森特波因特 (喬治亞州)
森特波因特（英語：Center Point）是位於美國喬治亞州卡洛爾縣的一個非建制地區。該地的面積和人口皆未知。

## 地理
森特波因特的座標為33°41′06″N 85°03′45″W / 33.68500°N 85.06250°W，而該地的平均海拔高度為361米（即1184英尺）。